# Liselotte Landbeck
Liselotte Landbeck (Viena, 13 de janeiro de 1916 – Quintal, 15 de fevereiro de 2013) foi uma patinadora artística austríaca, que competiu no individual feminino representando a Áustria e a Bélgica. Ela conquistou uma medalha de bronze em campeonatos mundiais, duas medalhas de prata em campeonatos europeus e foi bicampeã do campeonato nacional austríaco. Landbeck disputou os Jogos Olímpicos de Inverno de 1936 terminando na quarta posição.

## Principais resultados
| Resultados                                            | Resultados    | Resultados       | Resultados        | Resultados       | Resultados    | Resultados    | Resultados    | Resultados    | Resultados    | Resultados    | Resultados    | Resultados    |
| Internacional                                         | Internacional | Internacional    | Internacional     | Internacional    | Internacional | Internacional | Internacional | Internacional | Internacional | Internacional | Internacional | Internacional |
| Evento/Temporada                                      | 1931– 1932    | 1932– 1933       | 1933– 1934        | 1934– 1935       | 1935– 1936    |               |               |               |               |               |               |               |
| ----------------------------------------------------- | ------------- | ---------------- | ----------------- | ---------------- | ------------- | ------------- | ------------- | ------------- | ------------- | ------------- | ------------- | ------------- |
| Jogos Olímpicos                                       |               |                  |                   |                  | 4.ª           |               |               |               |               |               |               |               |
| Campeonato Mundial                                    |               | 6.ª              | Medalha de bronze |                  |               |               |               |               |               |               |               |               |
| Campeonato Europeu                                    | 5.ª           | 6.ª              | Medalha de prata  | Medalha de prata | 4.ª           |               |               |               |               |               |               |               |
| Nacional                                              |               |                  |                   |                  |               |               |               |               |               |               |               |               |
| Campeonato Austríaco                                  | '5.ª          | Medalha de prata | Medalha de ouro   | Medalha de ouro  |               |               |               |               |               |               |               |               |
|                                                       |               |                  |                   |                  |               |               |               |               |               |               |               |               |
| Legenda: Competição não foi disputada nesta temporada |               |                  |                   |                  |               |               |               |               |               |               |               |               |